# 布拉德肖峰
布拉德肖峰（英語：Bradshaw Peak）是南極洲的山峰，位於奧次地，屬於邱吉爾山脈的一部分，處於麥克萊冰川西南面，海拔高度1,640米，以坎特伯雷大學的地質學家命名，現時由南極條約體系管理。